# Alpicat
Alpicat ist eine katalanische Gemeinde in der Provinz Lleida im Nordosten Spaniens. Sie ist Teil der Comarca Segrià. Bis 1948 wurde die Gemeinde Villanueva de Alpicat genannt.

## Geschichte
Bis 1147 war es unter sarazenischer Herrschaft und wurde dann Teil der Grafschaft Urgel. Das Stadtrecht wurde ihr im Jahre 1174 auf Anordnung von Ermengol VI. von Urgel im Auftrag von König Alfons dem Keuschen verliehen. Es gab auch ein altes Dorf namens Alpicat, ganz in der Nähe von Lleida. Um das eine vom anderen zu unterscheiden, wurde das neue Dorf Villanueva de Alpicat genannt. Im Jahr 1228 wurde sie direkt von Lleida abhängig.
Während des Aufstand der Schnitter wurde das Dorf praktisch entvölkert, obwohl die Bewohner nach dem Ende des Konflikts zurückkehrten. Infolge des Erbfolgekrieges wurde sie wieder entvölkert. Die Decretos de Nueva Planta erlaubten ihr, eine unabhängige Gemeinde mit eigenem Stadtrat zu werden. 
Im Jahr 1991 wurde Gimenells i el Pla de la Font, das seit 1717 zur Gemeinde gehörte, abgetrennt.

## Einwohnerentwicklung
| 1900 | 1930 | 1950 | 1970 | 1981 | 1991 | 2001 | 2019 |
| ---- | ---- | ---- | ---- | ---- | ---- | ---- | ---- |
| 974  | 1461 | 2124 | 3283 | 2960 | 3736 | 4237 | 6255 |